# BMW C1
Pour les articles homonymes, voir Citroën C1.
Le BMW C1 est un modèle de scooter produit par le constructeur allemand BMW.
D'un prix nettement supérieur aux autres scooters de puissance équivalente, il présentait un nouveau concept misant sur la protection du conducteur en cas d'accident ou contre les intempéries, visant ainsi une clientèle rebutée par les inconvénients ou les risques du scooter ou de la moto. Le C1 présente ainsi une conception qui en cas d'accident le rapproche d'une petite voiture avec une cellule déformable composée de la carrosserie, d'un arceau, d'étriers protège épaule et de deux ceintures de sécurité croisées qui dispensent du port du casque ou de vêtements de protection.
Le montage du C1 était sous-traité chez Bertone en Italie et comportait des composants utilisés par Aprilia sur des scooters contemporains (transmission et bas-moteur en particulier). La conception du moteur a d'ailleurs été assurée par Rotax à partir de ces éléments.
La technique utilisée était moderne : moteur monocylindre à quatre soupapes et un catalyseur, freinage ABS en option, châssis/cadre en aluminium, suspension avant Telelever.
Produit à la fin de 1999, il a été commercialisé au début de l'année 2000 mais sa production s'est arrêtée courant 2003. Certains ont affirmé que le C1 devenait moins intéressant pour BMW à partir du moment où le constructeur allemand ne pouvait le faire rentrer, comme initialement prévu,  dans le calcul du taux moyen de pollution de sa gamme automobile que les constructeurs devront respecter dans les nouvelles règlementations européennes. 33 764 exemplaires du C1 ont été produits, 24 296 C1-125 et 9 468 C1-200.

## Prototypes
Le C1 n'est pas le premier deux-roues avec un toit. Le Quasar a été présenté pour la première fois en 1976.
En octobre 1992, au salon IFMA (Internationale Fahrrad- und Motorradausstellung) de Cologne, un premier prototype du BMW C1 est présenté par Naumann-design. Il sera suivi de quatre autres prototypes avant d'entrer en phase de production.

### Z14
Un prototype beaucoup plus proche du modèle de série sera présenté par BMW Technik GmbH sous le nom « Z14 » et sera transformé pour finalement être certifié par le Département fédéral des routes allemand (BASt) pour une utilisation sans casque en mai 1998.

### C1-E, version électrique
BMW a présenté en octobre 2009 un concept de scooter électrique, dénommé C1-E, en collaboration avec la société Vectrix, propulsé à l'aide de batteries lithium-ion. Ce prototype a été créé dans le cadre du programme eSUM (European Safer Urban Motoring) et n'est pas destiné à être produit en série.
BMW a toutefois lancé son scooter électrique en 2014, le BMW C Evolution. Existant en puissance équivalente 125 cm3 (puissance bridée à 11 kW) avec une autonomie d'environ 100 km, et la version Long Range avec une autonomie de 160 km environ, et une puissance de 19 kW. Dans le cas du C Evolution Long Range, il faut le permis moto gros cube (A ou A2).

## Modèles
Seulement deux modèles, nommés « 125 » et « 200 », mais avec une grande variété d'équipements et d'accessoires, furent produits.

### Motorisations
- BMW C1 125 (moteur de 124 cm3, 15 ch, 0 à 50 km/h en 5,9 s).
- BMW C1 200 (moteur de 176 cm3, 18 ch, 0 à 50 km/h en 3,9 s, commercialisé à partir de 2001).

BMW a pensé le C1 pour le placer au mieux dans l'échelle de la norme européenne d'émission Euro, la présence de l'injection électrique de l'essence, de la gestion électronique du moteur et d'un pot catalytique trifonctionnel réglé par sonde lambda font du C1 à sa sortie le scooter le moins polluant du marché. Avec 3,4 L d'essence SP95 pour 100 km (environ 80 g de CO2/100 km) le C1 a été certifié Euro 3 par BMW, la norme la plus contraignante à l’époque. Le moteur de 125 cm3 débite 120 ch/l, soit la puissance spécifique la plus élevée de tous les moteurs BMW de série de l'époque.

### Finitions
- Basic (appelée « Pure » dans les autres pays), rouge ou jade (blanc teinté). Incluant : un totalisateur kilométrique partiel, une jauge à essence, des voyants de pression d'huile, température d'eau, réserve d'essence et feu de route plus éventuellement deux voyants pour l'ABS, un siège avec double ceinture en croix, deux rétroviseurs repliables, un pare brise et un essuie-glace 2 vitesses avec lave glace, un levier de déverrouillage des ceintures, un petit coffre arrière (contenant également la batterie), une béquille centrale activé par leviers.
- Family's Friend : finition Basic + vide poche gauche avec prise 12v, carrosserie bi ou tricolore + autocollants colorés. Pour les 125 : bleu/jaune, jaune/bleu, rouge/bleu. Pour les 200 : rouge/argent, jaune/argent/graphite.
- Executive : finition Family's Friend + filets de rangement + liseuse + support de téléphone + porte-bagages. Couleurs  argent, noir/alu ou bleu.
- Wiliams F1 : une série limitée de 400 machines bleu et blanc créé en 2001.
- Bagatelle, Bond-Street et Nomade (2001) : des modèles uniques créés en 2001 par BMW en partenariat avec Louis Vuitton. Le BMW C1 Bagatelle a rejoint le musée Louis Vuitton à Asnières, le BMW C1 Nomade le Musée BMW à Munich. Le BMW C1 Bond-Street a été vendu aux enchères au profit de l'Unicef le 19 mai 2001, il a été adjugé pour 143 000 francs (environ 22 000 €) à un collectionneur privé.

### Fournisseurs
Le C1 était assemblé par Bertone Carrozzeria S.P.A. (Turin, Italie). Bombardier-Rotax GmbH (Autriche) produisait les moteurs. Tenneco, le producteur des amortisseurs Monroe entre autres fournissait les amortisseurs, le pot d'échappement et le système catalytique. Bayer Corporation (Leverkusen, Allemagne) fournissait les éléments déformables en Bayfill EA (un polyuréthane absorbant l’énergie). Les pneumatiques étaient fournis par Michelin, les freins par Brembo. Le système d'aide au freinage ABS II miniaturisé (2,1 kg) a été développé par Bosch (originellement pour la BMW F 650 GS).

## Sécurité

### Sécurité passive
Le C1 est conçu pour que son conducteur reste dans l'habitacle en cas de chute ou de choc. La structure extérieure est une « roll cage (en) » dans laquelle le conducteur est maintenu par deux ceintures de sécurité placées en croix (3 + 2 points d'attache) munies d'une pièce déformable limitant la tension sur le thorax. Si les ceintures ne sont pas attachées, un voyant rouge est allumé et le scooter ne peut pas rouler. Le siège comprend un appui-tête empêchant le coup du lapin et un système anti sous-marinage empêchant le bassin du conducteur de glisser sous la ceinture ventrale. Des extensions latérales, sortes de parechocs ont été ajoutées pour absorber l’énergie cinétique en cas de chute latérale et empêcher la tête du conducteur de s'approcher à moins de 70 mm du sol ou d'un élément extérieur (ces extensions limitent également les dommages à la carrosserie en cas de chute). Enfin, le nez du C1 cache un élément déformable (300 mm maximum) en polypropylène placé à hauteur du centre de gravité de l'engin. La suspension de la roue avant est conçue pour s'effacer en absorbant de l’énergie en cas de choc frontal.

### Sécurité active
L'ABS actif sur les deux roues du C1 était vendu en option. Le C1 a été un des premiers scooters à en être équipé. En 2000, première année de commercialisation, 70 % des C1 vendus en ont été pourvus. La tenue de route a fait l'objet de nombreuses heures d’étude, avec entre autres la collaboration du cascadeur Jean-Pierre Goy. Celui-ci a entre autres effectué des chutes volontaires pour tester le C1.

### Dispense du casque
En 1998, BMW obtient du gouvernement allemand une dispense de casque pour le C1. Cette dispense est par la suite acceptée par d'autres pays européens : l'Autriche, la Belgique, l'Espagne, la France, la Grèce, Israël, l'Italie, le Portugal, la Suisse et la Turquie. Deux exceptions notables sont le Royaume-Uni et la Suède où la dispense de casque a été rejetée.
Cette dispense a été négociée par BMW qui a dû inventer de nouveaux critères et les négocier avec les autorités allemandes. La dispense de casque a été accordée par le bureau des transports routiers allemand (StVO) au BMW C1 et à tous les deux-roues remplissant les conditions suivantes :
- le système de ceintures de sécurité doit respecter l’état de l'art et être en accord avec la directive 97/24/EC ;
- un signal lumineux doit clairement avertir le conducteur si les ceintures ne sont pas attachées (directive 78/316/EC) ;
- les obligations concernant les fenêtres doivent être remplies et le rayon minimum être respecté (directive 97/24/EC) ;
- lors des crash tests contre des véhicules à moteur dans différentes configurations, la charge sur la tête ne doit pas excéder une valeur limite (HPC = 1 000) ;
- lors d'une chute latérale avec un mannequin EURO-SID, la tête du mannequin ne doit pas entrer en contact avec un bloc de bois de 75 mm d’épaisseur ;
- pour tester la rigidité du toit, un test d’écrasement doit être effectué. Le cadre doit pouvoir supporter une charge de 22 kN avec une déformation de 127 mm maximum.

### Crash tests
De nombreux crash tests ont été effectués dont beaucoup sont disponibles en vidéo :
- test des ceintures, choc frontal[6] ;
- C1 (48 km/h) contre voiture (24 km/h), à 45°, ISO 13232[7] ;
- C1 (48 km/h) contre voiture (24 km/h), à 90°, ISO 13232[8] ;
- C1 (48 km/h) contre voiture (24 km/h), à 135°, ISO 13232[9] ;
- voiture (35 km/h) contre C1 (0 km/h), à 90°, ISO 13232[10] ;
- C1 (70 km/h), chute en ligne droite[11].

### Efficacité
De nombreux accidents ont été documentés et le C1 protège bien mieux son conducteur que tout autre deux-roues. La seule faiblesse connue concerne les jambes qui peuvent être projetées en dehors de l'habitacle en cas de collision.
En mars 2005, une étude a été menée par la Sécurité routière sur le problème de l’éjection des pilotes de deux-roues pendant les accidents. Sur les 1 671 déclarations d'accident avec dommages corporels étudiées, aucun accident impliquant un C1 n'a été recensé. Le même rapport pointe pourtant que les concessions BMW de la zone couverte ont réparé des C1 accidentés. Cela démontre que les dommages corporels ont été peu importants.
Le manuel du conducteur préconise de porter des vêtements de protection et des gants. Le port du casque est a éviter parce que le risque de coup du lapin est augmenté pour le conducteur retenu par les ceintures.

## Technique

### Carrosserie
Le « nez » du C1 est fait de polyuréthane très souple (élément compressible), les autres composants de carénage peint sont fabriqués en plastique ABS (acrylique-butadiène-styrène). Les composants de corps non peints sont réalisés en polypropylène.

### Électricité
L'alternateur du C1 délivre 400 W qu'il stocke dans une batterie de 14 Ah. Lorsque la tension descend en dessous de 12 V, l'ordinateur de bord du C1 (le « BMS ») augmente le régime moteur du ralenti de 200 tr/min environ. Le démarreur du C1 est un moteur à courant continu à rotor à aimants permanents fournissant 600 W.
Le feu avant est composé d'une unique ampoule H4 à double filament (feux de croisement + feux de route). La partie réfléchissante est composée de polyamide, la partie transparente est faite de polycarbonate. La hauteur du faisceau peut être ajustée via une vis, les C1 équipés d'un siège arrière sont en plus dotés d'un module d'ajustement rapide de la hauteur du phare.

### Moteur
Le moteur du C1 a été développé par BMW à partir d'un moteur Bombardier-Rotax. C'est un moteur à quatre temps, monocylindre, refroidi par liquide, géré par électronique (« BMS compact » produit par Bosch). Les quatre soupapes sont actionnées par un double arbre à cames en tête (DOHC) et des poussoirs à coupelle. Les arbres à cames sont entraînés par une chaîne dentée pourvue d'un tendeur de chaîne hydraulique. Le taux de compression est de 13:1, le couple maximum du C1 125 est de 12 N m à 6 500 tr/min, la puissance maximale de 11 kW (15 ch) est atteinte à 9 250 tr/min. D’après BMW, la consommation du C1 125 en régime stabilisé à 90 km/h est de 2,9 l/100 km, mais en usage urbain la consommation réelle se situe entre 3 et 4 l/100 km.
Les paramètres moteur et les fautes peuvent être lus en utilisant le kit MoDiTeC de BMW.

### Pare-brise
Le pare-brise du C1 est en verre feuilleté. Celui-ci remonte très haut et le soleil peut facilement être gênant. Sur les derniers C1 200 produits, le haut du pare brise est teinté pour limiter ce désagrément.

### Roues
Les jantes à trois branches en alliage léger ont été moulées en utilisant un processus de contre-pression et peuvent recevoir des pneus tubeless (double épaulement type H2). La roue avant mesure 3,5"x13", pèse 4,8 kg et supporte un pneu 120/70-R-13. La roue arrière mesure 3,5"x12", pèse 4,3 kg et supporte un pneu 140/70-R12. D’après les plaquettes commerciales, ces jantes ont été développées par BMW pour améliorer l’agilité du C1.
Les dimensions de pneus utilisés sur le C1 sont classiques et fournies par de nombreux constructeurs (Bridgestone, Dunlop, Michelin, etc.). Le C1 peut également être équipé en pneus hiver M+S (Heideneau, IRC tyre).

### Transmission
Le BMW C1 est équipé d'une transmission continue variable transférant la puissance du moteur à la roue arrière. L'entrainement de la roue commence à une vitesse moteur d'environ 3 400 tr/min. Le ratio de transmission est minimum jusqu’à 30 km/h (environ 6 000 tr/min), puis de 30 à 80 km/h la vitesse de rotation du moteur est presque inchangée, mais le ratio de transmission passe de 3,0 à 0,9. Au-delà de 80 km/h, le ratio reste constant et l'augmentation de vitesse est fournie par l'augmentation de la vitesse de rotation du moteur. Ce réglage d'usine peut être modifié en achetant des galets/rouleaux de variateur de poids différent. Vers 103 km/h (pour le C1 125, 112 km/h pour le C1 200) le limiteur de vitesse s’enclenche.

## Anecdotes
- Le compteur kilométrique du C1 bloque à 99 999 km, mais plusieurs machines documentées ont passé les 150 000 km.
- « Der, Die oder Das C1? » : d’après Bernd Nurtsch (un des pères du C1), c'est « der C1 » soit « le C1 » en français.
- Wolf-Ulrich Cropp (en) a conduit un C1 de Hambourg (Allemagne) à Taouz (sud du Maroc), soit 11 872 km[13].
- Lors de l’arrêt de la production en 2003, BMW a garanti aux clients que toutes les pièces détachées du C1 seraient disponibles chez BMW pendant dix années.
- Des C1 ont été transformés en moto cross et utilisés en compétition lors de l'édition 2004 de l'Erzberg Enduro Rodeo (Autriche).
- Des versions side-car créées sur base d'un C1 ont été produites par divers spécialistes.
- En 2004, BMW a vendu à Citroën la marque « C1 ».
- En 2004, le Livre Guinness des records a certifié le record suivant « une parade de 128 BMW C1 a eu lieu dans le village de Einsiedeln, Suisse, le 12 juin 2004 pendant le SwissC1:2004 » (le record porte sur les motos BMW en général et il a été battu depuis).
- En 2011, le constructeur de véhicules électriques chinois Suzhou Eagle Electric Vehicle Manufacturing Co., Ltd a présenté son modèle Eagle BX : une copie conforme du C1 doté d'un moteur électrique atteignant 40 km/h maximum.
- Le C1 est un figurant dans de nombreux films[14].
- Le physique particulier du C1 a inspiré de nombreux vendeurs de modèles réduits (Dickie-Tamiya, Maisto, Majorette, Minichamps, Welly).
- Il est possible de convertir un C1 pour rouler au gaz de pétrole liquéfié (GPL), le réservoir de gaz occupe alors une large partie du top-case.
- BMW a décliné de nombreux produits estampillés du logo du C1, la liste comprend : bandeau, casquette de ville, coupe-vent, lunettes, pantalon, porte-clefs, T-shirts, veste.
- En octobre 2018, Govecs Group a annoncé avoir acheté un droit de licence à BMW pour commercialiser à partir de 2021 et pour cinq ans un dérivé du concept C1 électrique[15].

## Galerie

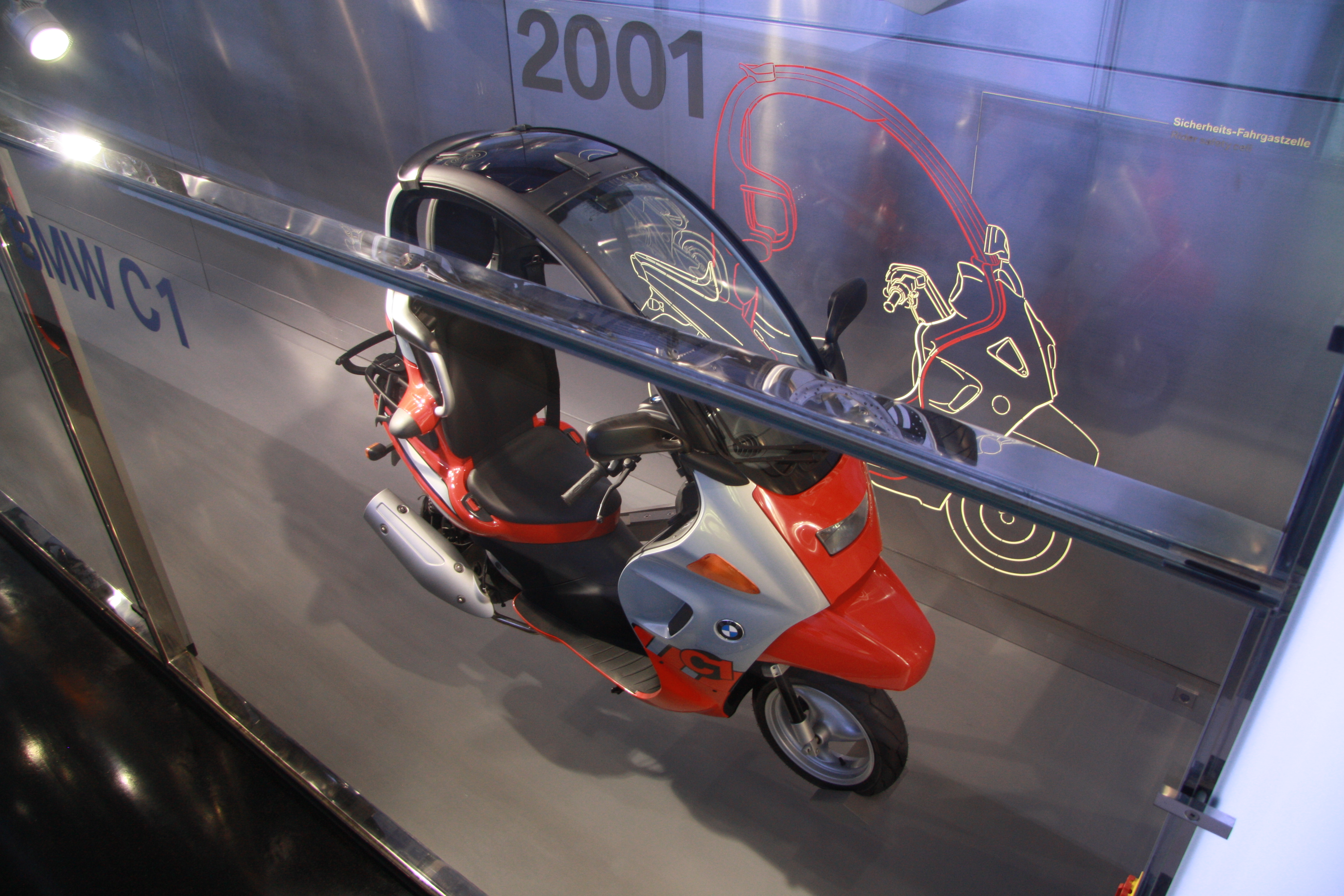
Le C1 au Musée BMW à Munich.
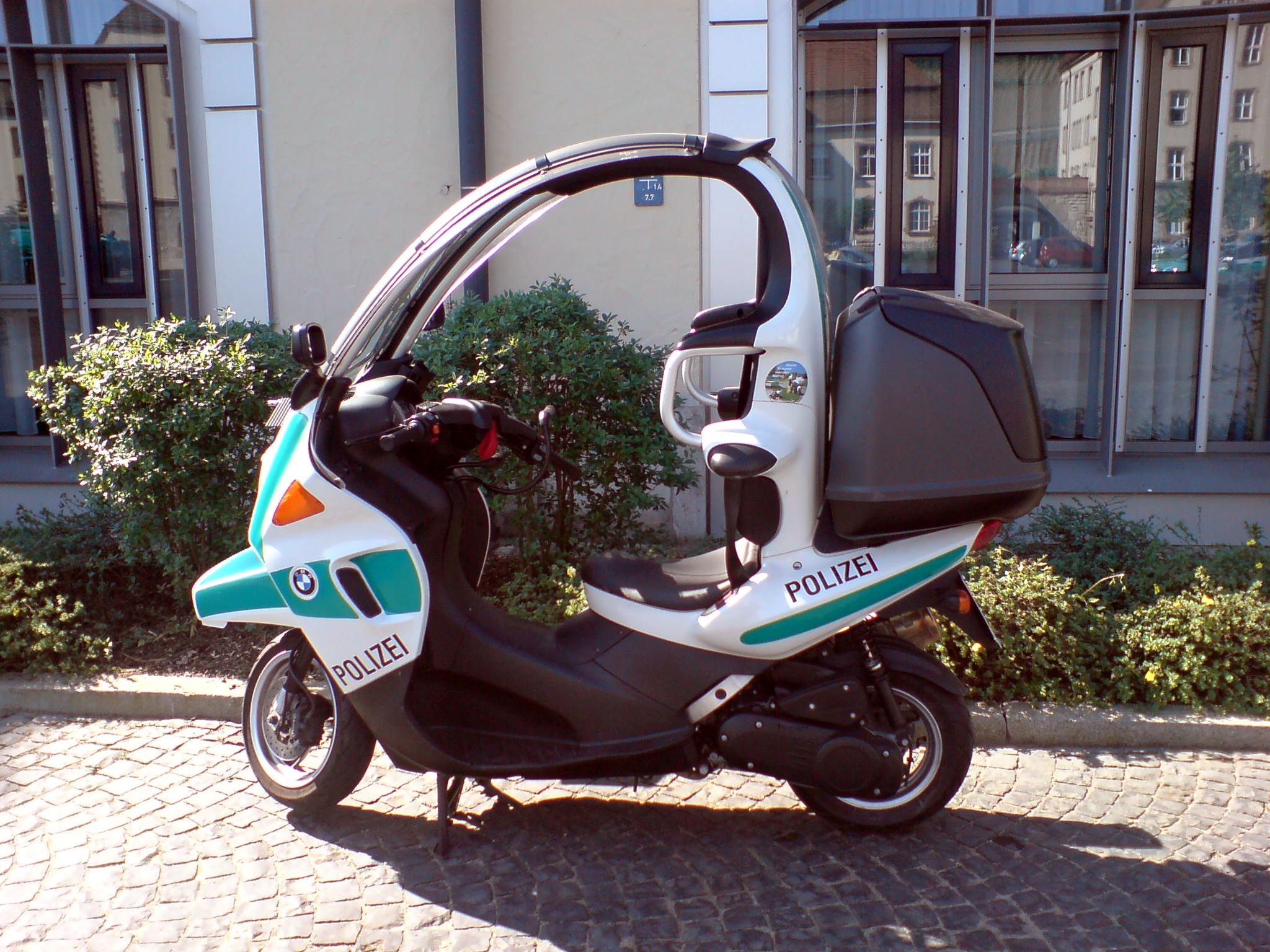
BMW C1 de la police allemande.
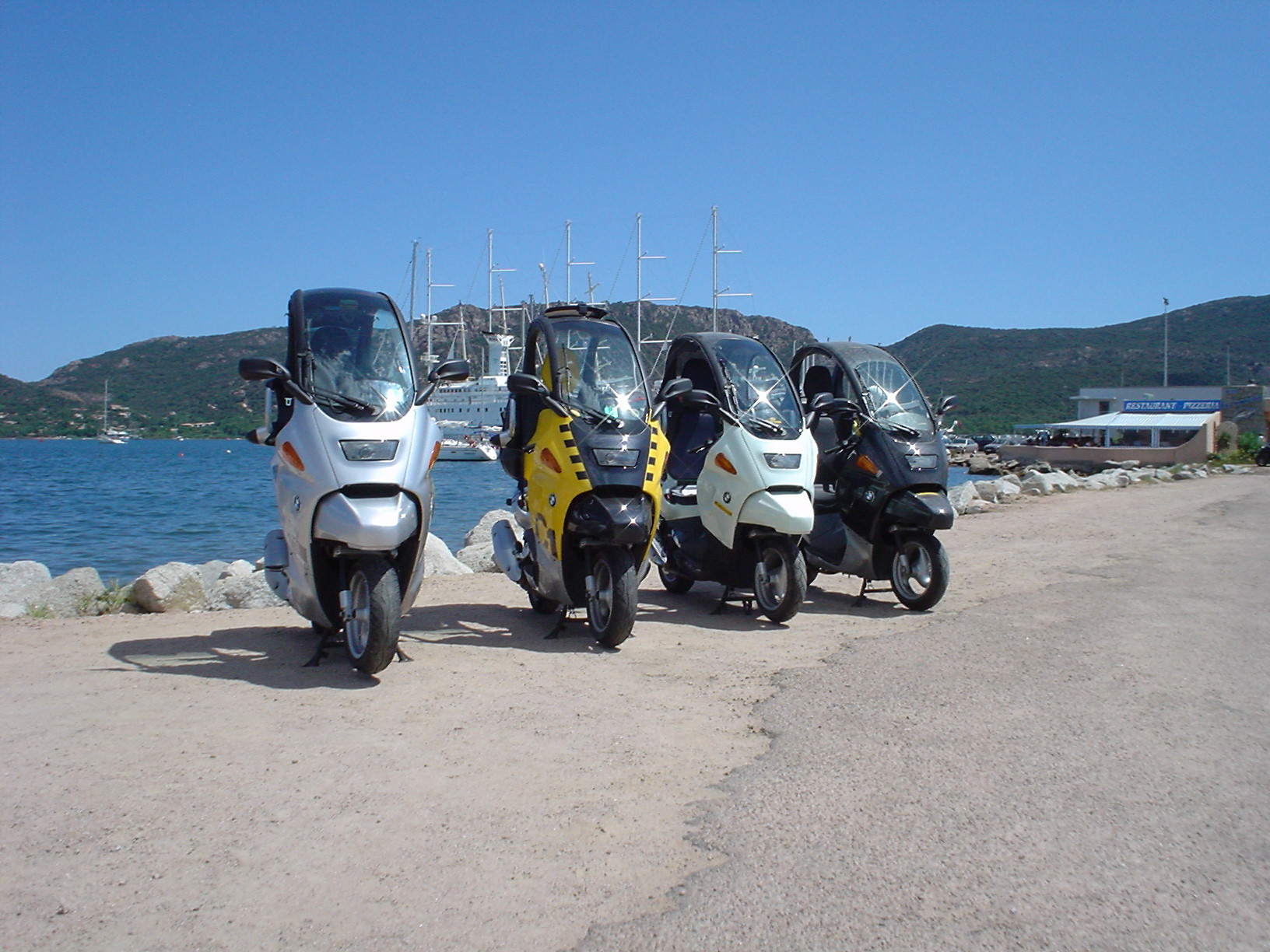
C1 200 Executive, C1 200 Family Friend, C1 125 base, C1 125 Executive.
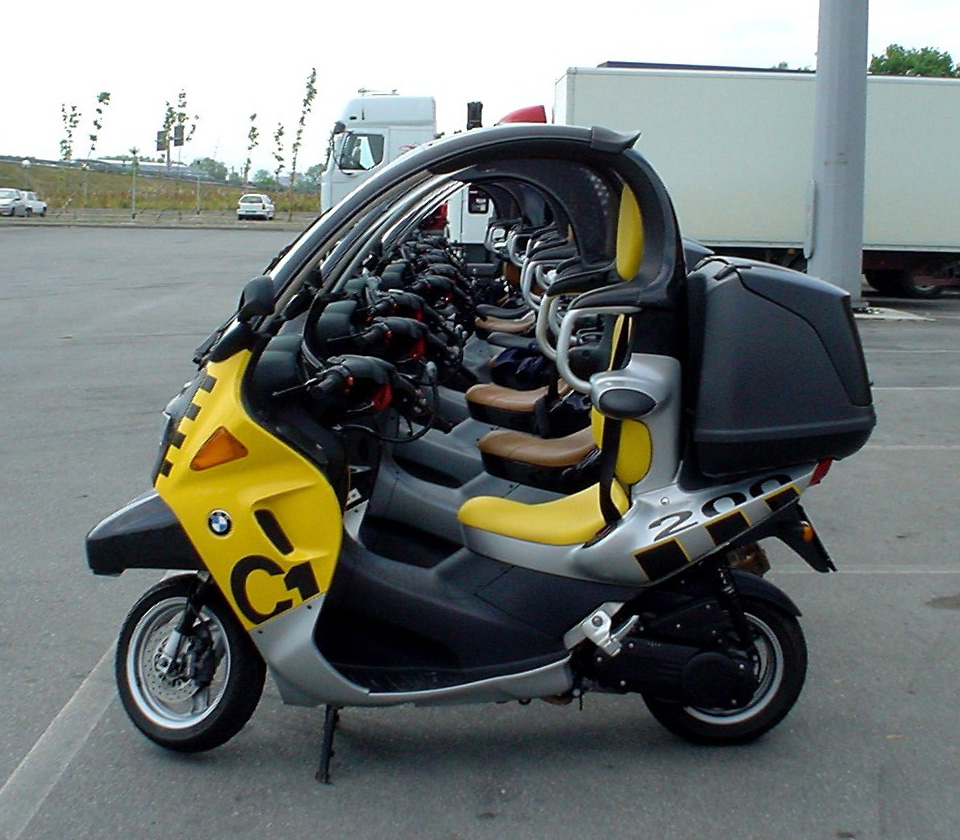
C1 Family Friend avec coffre.
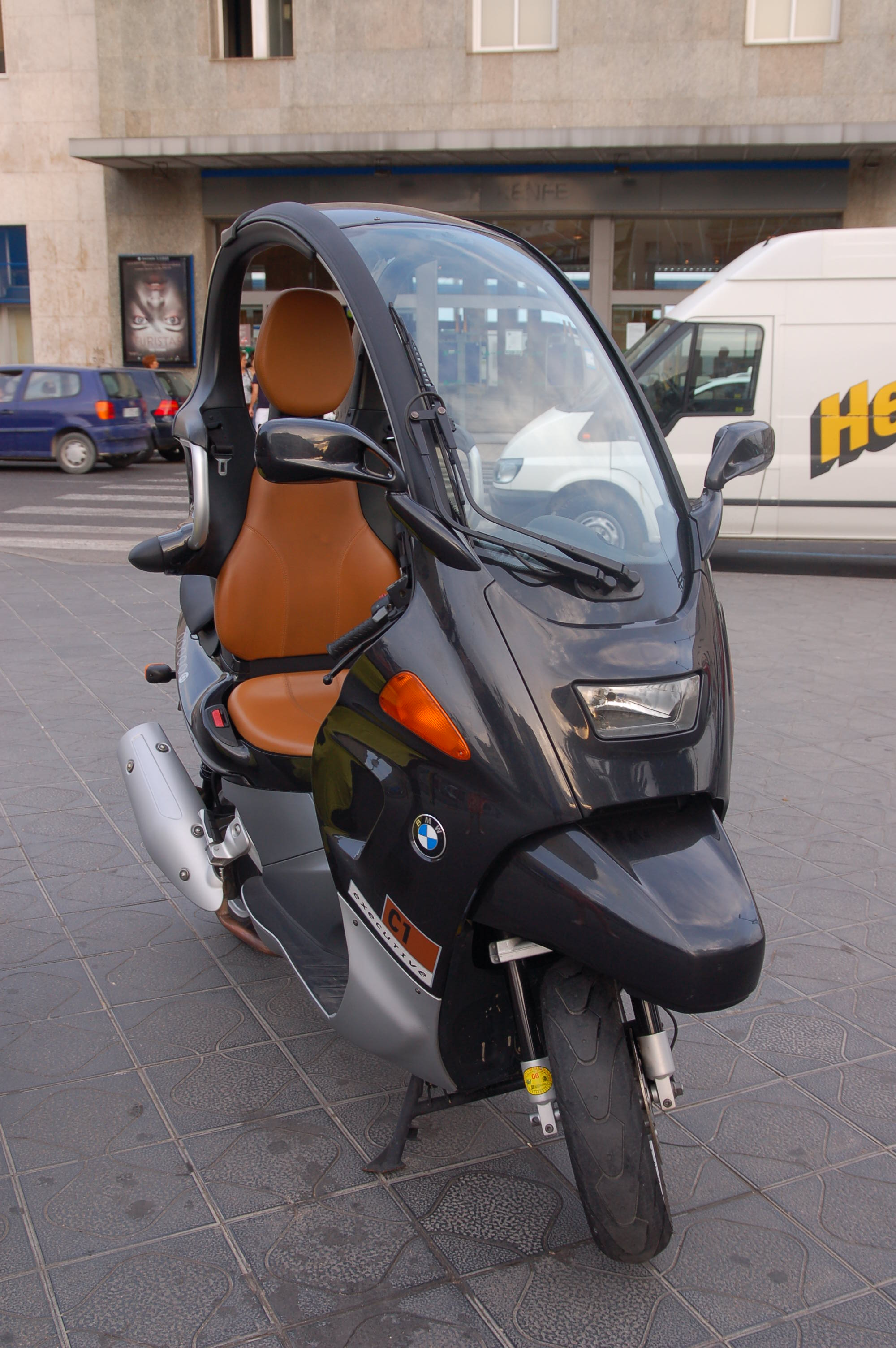
C1 Executive.
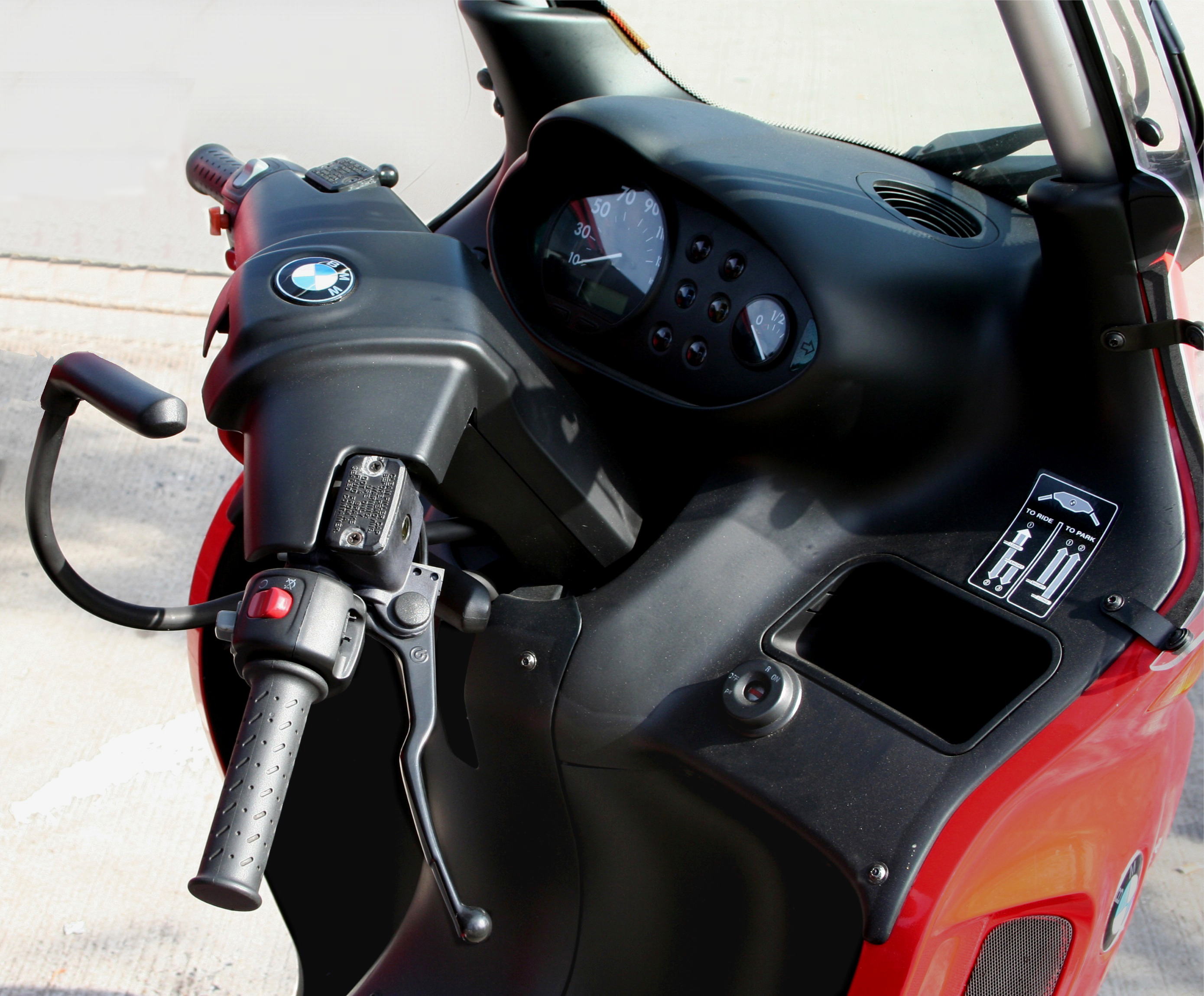
Tableau de bord.